# Hengstkopf (Spessart)
Der Hengstkopf ist ein 506,1 m ü. NHN hoher Berg im Spessart. Er liegt bei Rothenbuch und Neuhütten in den bayerischen Landkreisen Aschaffenburg und Main-Spessart.

## Geographie

### Lage
Der Hengstkopf liegt im Naturpark Bayerischer Spessart zwischen den Orten Rothenbuch im Westsüdwesten (Landkreis Aschaffenburg), Rechtenbach im Osten und Neuhütten im Nordnordwesten (beide Landkreis Main-Spessart). Über den Gipfel verläuft die Landkreisgrenze, und über die gipfelnahen südlichen Hochlagen führt die Bundesstraße 26. Der Berg ist die höchste Erhebung des gemeindefreien Gebietes Rothenbucher Forst. Sein Osthang liegt im Forst Lohrerstraße. Die Landschaft leitet vom Übergangsbereich zum ostsüdöstlich befindlichen Hirschberg (535 m) nach Norden zum Sporn Rauberg (476 m) über und nach Süden zum Sporn Buchhöhe (428 m). Südwestlich des Berges entspringt der Mäusbach und auf dem Nordhang des Übergangsbereichs zum ostnordöstlich befindlichen Küppel (515 m) der Äußere Bach.

### Naturräumliche Zuordnung
Der Hengstkopf gehört in der naturräumlichen Haupteinheitengruppe Odenwald, Spessart und Südrhön (Nr. 14) und in der Haupteinheit Sandstein-Spessart (141) zur Untereinheit Südöstlicher Sandsteinspessart (141.3).

## Schutzgebiete
Auf dem Hengstkopf liegen Teile des Landschaftsschutzgebiets (LSG) innerhalb des Naturparks Spessart (ehemals Schutzzone; CDDA-Nr. 396111; 1982 ausgewiesen; 1360,4309 km² groß) und des Vogelschutzgebiets Spessart (VSG-Nr. 6022-471; 283,9261 km²). Bis auf die gipfelnahen südlichen Hochlagen des Berges reicht das Fauna-Flora-Habitat-Gebiet Hochspessart (FFH-Nr. 6022-371; 174,1557 km²).